# 실비 바르탕
실비 바르탕(프랑스어: Sylvie Vartan, 1944년 8월 15일 ~ )은 프랑스의 가수 겸 영화배우이며, 프랑스의 1세대 록 가수 중 하나이다. 또한 프랑스 내에서 음반이 가장 많이 팔린 가수이기도 하다.

## 생애
불가리아 소피아주 이스크레츠에서 외무 공무원의 딸로 태어났다. 태어난 후 얼마 못 가 불가리아가 공산주의에 억압받고 군주제가 폐지되자, 온 가족과 함께 프랑스로 망명하여 프랑스로 귀화했다.
1960년에 가수로 데뷔했다. 1968년에 발표한 노래 《La Maritza (마리차강변의 추억)》의 가사에서는 정치적인 이유로 조국 불가리아를 등져야 했던 유년 시절의 회한을 드러냈다. 그 외에도 튀니지에서 출생한 프랑스의 피아노 연주자 겸 작곡가 미셸 로랑(Michel Laurent, 1944년 12월 24일 ~ )으로부터 《La Reine de Saba(시바의 여왕)》이라는 곡을 받아 불러 히트시켰다. 바르탕은 가장 많이 음반이 팔린 가수이자 예예(yé-yé) 스타일의 작가로 활동하고 있으며, 예예 스타일의 작가 중에서 가장 강렬하고 매혹스러운 인물로 여겨진다. 그녀의 공연은 때때로 공을 많이 들인 것으로 인기를 끌며, 프랑스와 이탈리아의 TV 프로그램에 자주 출연한다.

## 앨범
- 1962 : Sylvie
- 1963 : Twiste et chante
- 1964 : A Nashville
- 1965 : A Gift Wrapped From Paris
- 1966 : Ily a deux filles en moi
- 1967 : 2'35 de bonheur
- 1967 : Comme un garçon
- 1968 : La Maritza
- 1970 : Aime moi
- 1971 : Sympathie
- 1973 : J'ai un problème
- 1974 : Shang shang a lang
- 1976 : Qu'est-ce qui fait pleurer les blondes?
- 1976 : ta sorcière bien aimée
- 1977 : Georges
- 1978 : Fantaisie
- 1979 : I Don't Want The Night To End
- 1979 : Déraisonnable
- 1980 : Bienvenue solitude
- 1981 : Ca va mal
- 1981 : Au Palais des Sports - Live
- 1982 : De choses et d'autres
- 1982 : In Las Vegas - Live
- 1983 : Danse ta vie
- 1983 : Palais des Congrès - Live
- 1984 : Des heures de désir
- 1985 : Made in USA
- 1986 : Virage
- 1989 : Confidanses
- 1990 : Enregistrement public à Sofia - Live
- 1992 : Vent d'Ouest
- 1994 : Sessions acoustiques
- 1995 : Au Casino de Paris - Live
- 1996 : Toutes les femmes ont un secret
- 1997 : Sylvie Vartan à l'Olympia - Live
- 1998 : Sensible
- 1999 : Irrésistiblement... Sylvie - compilation de duos TV
- 1999 : Olympia/Tour de siècle - Live + DVD
- 2004 : Sylvie
- 2005 : Palais des Congrès - Live + DVD
- 2007 : Nouvelle Vague
- 2009 : Toutes peines confondues
- Années RCA : Intégrale studio (1961/1986)
- Années RCA : Intégrale Live (1970/1983)

## 영화 출연 경력
- 2001년 : Mausolée pour une garce
- 1994년 : L'Ange noir
- 1972년 : Absences répétées
- 1972년 : Malpertuis
- 1967년 : Les Poneyttes
- 1964년 : Patate
- 1964년 : Cherchez l'idole
- 1963년 : D'où viens-tu Johnny ?
- 1962년 : Un clair de lune à Maubeuge

## 서훈 내역
- 레지옹 도뇌르